# 网户站
网户站是一个沈山铁路上的铁路车站，位于辽宁省绥中县网户满族乡，建于1940年，目前为五等站，邮政编码为121703。目前客运：办理旅客乘降；不办理行李、包裹托运；不办理货运营业。